# Bhang (rivista)
Bhang è stata una rivista di fumetti stupefacenti edita in Italia dalla Max Bunker Press negli anni novanta. La rivista venne edita mensilmente dal 1990 al 1991 proponendo storie a fumetti di vario genere sia europeo che americano. Vennero pubblicate serie americane sia di genere supereroistico, come l'Uomo Ragno o Hulk, sia avventurose come l'Uomo Ombra o Dick Tracy oltre che europee, in particolare belga e francesi, oltre a grandi autori di fama internazionale come Will Eisner e Caza. La crisi delle riviste antologiche di fumetti d'autore ne causerà la chiusura insieme ad altre simili come L'Eternauta, Comic Art o Orient Express.